# Джеффрі Марсі
Джеффрі Марсі (англ. Geoffrey William Marcy; нар. 29 вересня 1954) — американський астроном, рекордсмен за кількістю відкритих екзопланет. Професор Каліфорнійського університету в Берклі (до жовтня 2015), член Національної АН США (2002—2021). Спільно з Полом Батлером і Деброю Фішер відкрив 70 із перших ста знайдених екзопланет.